# 塩谷瞬
塩谷 瞬（しおや しゅん、1982年6月7日 - ）は、日本の俳優。愛称はシオシュン。石川県金沢市出身。塩谷瞬俳優事務所（株式会社 Office S）所属。

## 来歴
1999年3月28日、ナムコ、アミューズ、ホリプロ、ニッポン放送が主催するスタアオーディションの第3回超ビッグオーディションにてナムコ特別賞を獲得した。そのとき出会った大手芸能事務所の人物の助言がきっかけで、俳優を目指す。上京後は、アルバイトをしながら俳優の塩屋俊が主催するアクターズクリニックで芝居を学ぶ。その後、関西の文化を学ぶため京都へ移る。
2000年、18歳の時に再び東京に出て芸能事務所を数十カ所まわり、恵比寿で回った最後の事務所のスターダストプロモーションが不採用だったら芸能の道を諦めることを考えていたが、オーディションを受けた結果採用され、同事務所に所属が決まる。当初の活動は広告やヘアカタログのモデルが中心だった。
2002年、スーパー戦隊シリーズ『忍風戦隊ハリケンジャー』の椎名鷹介 / ハリケンレッド役でデビュー。以後、『Dr.コトー診療所』『奥さまは魔女（日本版）』などのテレビドラマに出演し、CMや映画、舞台、写真集などでも活躍する。
2004年、映画『パッチギ』主演の松山康介役に「初々しく純粋な風貌から滲み出る雰囲気がピッタリ」と井筒和幸に抜擢され、2005年に第29回日本アカデミー賞新人俳優賞、第27回ヨコハマ映画祭最優秀新人賞を受賞。
2006年、リアドラマフェスティバル開会式に日本代表として招待され、「次世代韓流スター演技者選抜大会」にゲスト参加し受賞した。
2007年、日本映画・最多出演賞受賞（2006年12月 -  2007年11月）。
2008年、海外進出への第一歩としてアメリカへ武者修行へ行く。オーケストレイターのkae matsumotoからハリウッドの大物プロデューサー、ジョージ・マッキンドーを紹介してもらいディズニーの映画の製作過程や脚本を勉強する。
2010年、1月1日付けでスターダストプロモーションを離籍。同2月20日付けで塩谷瞬俳優事務所（株式会社 OFFICE S）を発足。
2011年、1月3日から「なんとかしなきゃ！見過ごせない55億人」を発起人メンバーとして立ち上げ海外支援プロジェクトで東ティモールへ行く。この時の視察は建国から10年、教育や文化、産業、バイオ発電と多岐に渡り訪問している。
2012年2月、故郷・石川県をPRする「いしかわ観光特使」に九谷焼の北村隆氏他からの推薦にて就任。
30歳を機に世界旅プロジェクトを発表。現在、撮影の合間に世界200カ国を回り、ボランティアを中心に、映画、ドキュメンタリー番組の撮影を行なっている。
2013年7月に『忍風戦隊ハリケンジャー 10 YEARS AFTER』を発表し、シリーズ初の10年後の続編ということで話題になった。この作品はメンバー全員で企画し、プロデューサーに相談。塩谷と同作で共演した長澤奈央と山本康平がプロデューサーになった。
2013年12月22日に重度の網膜剥離になり緊急入院しており、そこで出会った執刀医の先生がネパール支援（ヒマラヤを支援する会 現EARTH）として医療支援を行っており、「革命が起きて生まれ変わろうとしているネパールの今を見て欲しい」と言われ、完治してから11月、12月とネパールに医療支援、チベッタンチルドレンの支援を行っている。この功績が評価されて、ネパールから感謝状を授与されている。
2014年3月11日、福島県、宮城県、岩手県の3県にて東北ボランティアを行った。福島でのインタビューや南三陸町での海洋法要、岩手でのキックボクシングジムにて子供達とセッションをする。

## 人物
趣味は殺陣、乗馬、自転車、ゴルフ、カメラ、マジック、旅行、栄養学など。
好きな映画として『生きてこそ』、『陽はまた昇る』、『シティ・オブ・ゴッド』、『ブラッド・ダイヤモンド』を挙げる。
俳優仲間では、『生き残れ』で共演した阿部寛と仲が良い。その他、藤田まことや中村雅俊、東山紀之とも親交がある。
役者を軸とした活動の傍ら高校時代に断念した自転車への想いが再燃し、近年ではサイクリストとしての活動も行っている。

### エピソード
幼少期に両親と離れることになり、小学生時代から新聞配達をする。学生時代からほぼ一人暮らしで生計を立てていた。学校にはあまり登校せず、生活のためと色々な経験を得るため、そのころから新聞配達、ベビーシッターなど様々なアルバイトや仕事に就く。また、このころから大道芸や自転車の曲芸を覚え、近所の友人や劇団オレンジに参加して老人ホームや孤児院を回りボランティア活動を行っていた。
俳優を目指した理由は、幼少期の憧れと、自身の波乱万丈な経験を活かすためだった。また、当時見た作品『タクシードライバー』でロバート・デニーロの人間臭い芝居に衝撃を受け、生涯の職を俳優にすることに決めた。
『ハリケンジャー』出演前はモデル中心の仕事に違和感を感じ、1年間芸能活動を行って俳優になることができなければ渡米して演技の勉強をすることを考えていた。『ハリケンジャー』のオーディションは1次面接からの参加ではなく、レッド役候補が不足していたため追加募集を受けての参加だったため、エントリー時点では4次面接だった。1次から通過してきた他の候補者に対して塩谷は白紙の状態だったが、面接で自身の経験と俳優としての目標を語ったところ、東映プロデューサーの日笠淳が塩谷の熱意を評価し、起用に至った。塩谷が演じる椎名鷹介は、オーディション台本では大人びたキャラクターだったが、起用されたメンバーの人物像を反映して1年間を通して成長する落ちこぼれキャラへと改められた。メインライターの宮下隼一は、映画『忍風戦隊ハリケンジャー シュシュッと THE MOVIE』のころより鷹介を塩谷の当て書きするようになり、リーダーとして成長する姿が描かれていった。塩谷はアクションシーンにおいて、高所恐怖症や泳ぎが苦手なため苦労することもあったが、それを「試練」と考えて気合で乗り越えていったと語っている。

### その他
2012年4月20日、料理研究家である園山真希絵と著名モデル冨永愛との二股報道があり、2012年5月1日所属事務所からコメントを発表した。二股交際の事実と4月20日に2人に直接会って謝罪したことを明かした。なお、以降は両者とも破局している。

## 出演

### テレビドラマ
- スーパー戦隊シリーズ（テレビ朝日） 
  - 忍風戦隊ハリケンジャー（2002年-2003年） - 主演・椎名鷹介 / ハリケンレッド 役
  - 海賊戦隊ゴーカイジャー 25話・26話（2011年8月14日・8月21日） - 椎名鷹介 役
  - 手裏剣戦隊ニンニンジャー 忍びの7（2015年4月12日） - 椎名鷹介 / ハリケンレッド 役[9]
- Dr.コトー診療所（2003年、フジテレビ） - 橋口俊 役
- 奥さまは魔女（日本版）（2004年、TBS） - 木田雅也 役
- 女と愛とミステリー・殺意の川（2004年、テレビ東京） - 南博 役
- 生き残れ SURVIVE（2005年、NHK） - 主演・栗原俊介 役
- ドラマ30『デザイナー』（2005年、TBS・毎日放送） - 主演 結城朱鷺 役
- 白夜行（2006年、TBS） - 高宮誠 役
- 弁護士のくず 第10話ゲスト（2006年、TBS） - 岡部省吾 役
- 木曜時代劇『陽炎の辻〜居眠り磐音 江戸双紙〜』第1話（2007年、NHK） - 小林琴平 役
- フジテレビヤングシナリオ大賞『今日は渋谷で6時』（2008年、フジテレビ） - 主演 相田良平 役
- トップセールス 第1話 - 3話（2008年、NHK） - 阿部幸雄 役
- 天使急便～Reboot～（2008年、BS-i） - 主演・松田勇気 役
- Tomorrow〜陽はまたのぼる〜 第3話ゲスト（2008年、TBS） - 村上真一 役
- ドラマ8『七瀬ふたたび』（2008年、NHK） - 主演・岩淵恒介 役
- 木曜ナイトドラマ『LOVE GAME』第1話ゲスト（2009年、日本テレビ） - 滝沢光一 役
- ネオコラ!〜東京環境会議〜1（2008年10月12日・2009年1月4日、フジテレビ）
- ネオコラ!〜東京環境会議〜2（2009年1月5日、フジテレビ）
- 木曜時代劇『陽炎の辻3〜居眠り磐音 江戸双紙〜』最終回（2009年8月8日、NHK） - 小林琴平 役
- 新春ワイド時代劇『戦国疾風伝 二人の軍師 秀吉に天下を獲らせた男たち』（2011年1月2日、テレビ東京） - 石田三成 役
- ハンチョウ〜神南署安積班〜 シリーズ4〜正義の代償〜 第1話ゲスト（2011年4月11日、TBS） - 結城篤人 役
- BS時代劇『新選組血風録』第7話ゲスト（2011年5月15日、NHK BSプレミアム） - 鹿内薫 役
- 美人探偵M 第13話 (2012年3月4日、TOKYO MX) - 岸和田勇 役
- 悪夢のドライブ  (2012年4月28日放送スタート、BS朝日) - 夢野 役
- LOVE理論（2013年12月27日、テレビ東京） - 太田悠介 役
- 松本清張ミステリー時代劇 第5話「大黒屋」（2015年6月2日、BSジャパン） - 主演・幸八 役

### 映画
- 忍風戦隊ハリケンジャー シュシュッとTHE MOVIE（2002年、渡辺勝也監督） - 主演・椎名鷹介 / ハリケンレッド 役
- GIRL'S LIFE TOKYO NOIR（2004年、石岡正人監督）
- 天使急便（2004年、明石知幸監督） - 主演・松田勇気 役
- パッチギ!（2005年、井筒和幸監督） - 主演・松山康介 役
- 僕と彼女の×××（2005年、浜本正機監督） - 主演・上原あきら 役
- 探偵事務所5 カインとアベル編（2006年、林海象監督） - ヒデ 役
- 出口のない海（2006年、佐々部清監督） - 伊藤伸夫 役
- 龍が如く 劇場版（2007年、三池崇史監督） - 悟 役
- 赤い文化住宅の初子（2007年、タナダユキ監督） - 宇野克人 役
- 初雪の恋 ヴァージン・スノー（2007年、ハン・サンヒ監督） - 小島康二 役
- ROBO☆ROCK（2007年、須賀大観監督） - 主演 ハギワラマサル 役
- Mayu -ココロの星-（2007年、松浦雅子監督） - 主演・桜田優紀 役
- 象の背中（2007年、井坂聡監督） - 藤山俊介 役
- 青空のルーレット（2007年、西谷真一監督） - 主演・福山タツオ 役
- CASINO（2008年3月、辻裕之監督） - 主演・野村大樹 役
- CASINO 2（2008年7月、辻裕之監督） - 主演・野村大樹 役
- カメレオン（2008年、阪本順治監督） - 春川公介 役
- 天使急便 Reboot（2008年、明石知幸監督） - 主演・松田勇気 役
- イケない課外授業（2009年、藤井清美監督） - 主演・金原隼人 役
- ラッシュライフ（2009年、真利子哲也監督） - 高橋 役
- 半分クラッチ（2010年、高崎健太監督） - 主演
- 少女たちの羅針盤（2011年5月14日、長崎俊一監督） - 倭駆 役
- 日輪の遺産（2011年8月27日、佐々部清監督） - 後藤俊太郎 役
- 道〜白磁の人〜（2012年、高橋伴明監督　日韓共同制作） - 柳宗悦 役
- ゼウスの法廷（2012年、高橋玄監督）
- ばななとグローブとジンベイザメ（2013年2月、矢城潤一監督） - 堂本光司 役
- 歌舞伎町はいすくーる（2014年、軽部進一監督） - 主演・覇稲剣 役
- アウターマン（2015年、河崎実監督） - 主演・足立春夫 役
- 母 小林多喜二の母の物語（2017年1月公開） - 小林多喜二 役 [10]
- ヴィヴィアン武装ジェット（2017年9月16日公開、監督：島田角栄）- 山本 役
- シャノワールの復讐（2018年、監督：河崎実）[11]
- HE-LOW THE FINAL（2022年5月27日公開）
- レンタル×ファミリー（2023年6月、阪本武仁監督） - 三上健太 役
- いまダンスをするのは誰だ?（2023年10月、古新舜監督） - 神田悟 役
- 風が通り抜ける道　（2024年1月、田中壱征監督、沖縄県後援）

### 舞台
- ふたり（2004年） - 前田哲夫、神永智也、北尾雄一 役
- 僕たちの好きだった革命（2007年） - 日比野篤志 役
- 僕たちの好きだった革命（2009年） - 日比野篤志 役
- CM TIME II（2010年） - 諸星大輔 役
- 永遠の一秒（2010年） - 主演 大宮英機 役
- ジャンヌ・ダルク（2010年） - アランソン公 役
- 裁判長!ここは懲役4年でどうすか（2012年1月） - 主演
- 土御門大路〜陰陽師・安倍晴明と貴船の女（2012年5月）
- トロイラスとクレシダ（2012年8月・9月）
- 朗読劇「祈り」つめたいよるに（2012年10月）
- カナタPresents「あぶな絵、あぶり声〜tribute〜」 帰り道、あの人に抱かれたくなる（2013年3月）
- 綺譚生田側－兵庫公演－（2013年6月）
- 萬屋錦之助一座「ざ☆よろきん」二〇一五年 新春三館同時本公演『吉原万灯』（2015年1月）
- Alexandrite Stage『The Great Gatsby 2023』（2023年11月） - 主演 ジェイ・ギャツビー 役[12]
- 『舞台「志立彩色学園アイドル科」』（2024年2月） - 星ひかる 役（特別出演）[13]

### WEBドラマ
- 医療ドラマ「フェルマータ」
- Canon CM 5 Dmark 3
- イケない課外授業（2009年4月1日、魔法のiらんど） - 主演 金原隼人 役
- 金沢暮色 石川県観光WEBドラマ（2011年）
- 忍風戦隊ハリケンジャーwithドンブラザーズ（2022年12月25日、東映特撮ファンクラブ） - 椎名鷹介 / ハリケンレッド 役

### CM
- バンダイ「ハリケンジャー忍ジャケット」（2002年）
- 札幌信販・『Sコートカード』（2003年 - 2004年）
- KIRIN・『本搾りチューハイ』（2008年）
- JT・『taspo』（2009年）
- 本田技研工業・『フリードスパイク』（2010年） - ペ・ドゥナと共演
- JT・『taspo』（2010年）
- 新宿バルト9テーマソング 私をバルトに連れて行ってPV、劇場CM（2013年）
- 音楽CM　バロック　シングル「キズナ」（2013年）

### ラジオドラマ
- 岩井俊二プロデュース・ラジオドラマ『円都通信 Bandage』（TOKYO-FM、2005年） - 主演 高杉輝 役

### オリジナルビデオ
- スーパー戦隊シリーズ（東映ビデオ）
  - 忍風戦隊ハリケンジャースーパービデオ スーパー忍者とスーパー黒子（2002年） - 椎名鷹介 / ハリケンレッド 役
  - 忍風戦隊ハリケンジャーVSガオレンジャー（2003年） - 主演・椎名鷹介 / ハリケンレッド 役
  - 爆竜戦隊アバレンジャーVSハリケンジャー（2004年） - 椎名鷹介 / ハリケンレッド 役
  - 忍風戦隊ハリケンジャー 10 YEARS AFTER（2013年） - 主演・椎名鷹介 / ハリケンレッド 役
  - 忍風戦隊ハリケンジャーでござる! シュシュッと20th Anniversary（2023年） - 主演・椎名鷹介 / ハリケンレッド、鷹之介 役[14]

### 吹き替え
- ソウルメイト（2006年、MBC） - 主演 シン・ドンウク 役

### バラエティ
- ネオコラ!東京環境会議（2008年10月12日・2009年1月4日、フジテレビ）

### 玩具
- 忍風戦隊ハリケンジャー ハリケンジャイロ-MEMORIAL EDITION-（2023年9月）

## 書籍

### 写真集
- 『瞬（SHUN）』（2003年2月、ワニブックス）